# Pürsten (Seelitz)
Pürsten ist ein Ortsteil der Gemeinde Seelitz im sächsischen Landkreis Mittelsachsen. Er wurde am 1. Juli 1950 eingemeindet.

## Geographie

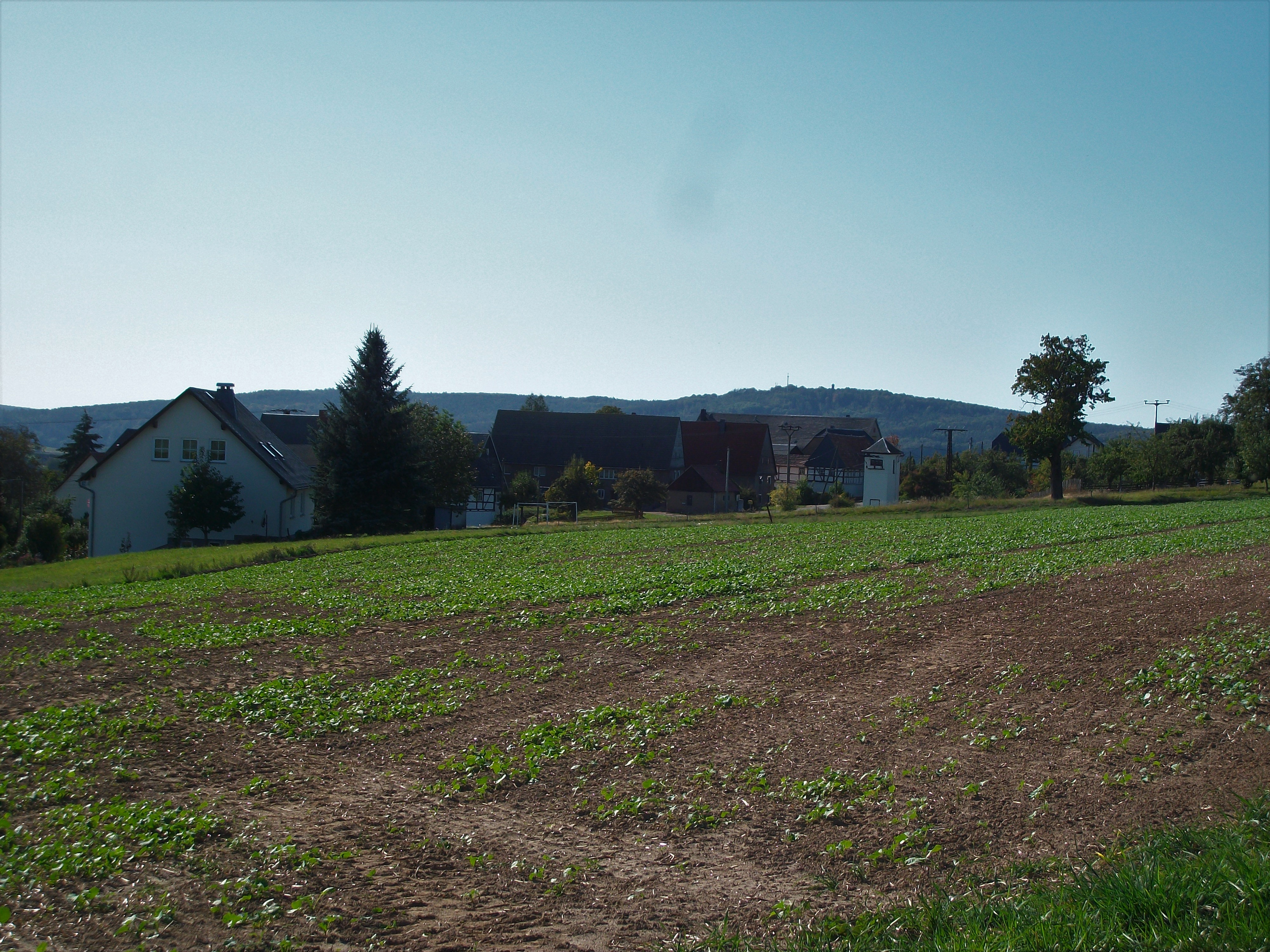
Blick auf Pürsten

### Geographische Lage
Pürsten liegt im Zentrum der Großgemeinde Seelitz östlich des Hauptorts Seelitz und nordöstlich des Erlbachs, einem Zufluss der Zwickauer Mulde. Die Staatsstraße 250 führt nordöstlich am Ort vorbei. Die einstige Pürstener Mühle lag südlich des Orts im Tal des Erlbachs.

### Nachbarorte
|         | Gröblitz                                    |                        |
| Seelitz | Kompassrose, die auf Nachbargemeinden zeigt | Zschauitz              |
| Kolkau  |                                             | Städten (Kleinstädten) |

## Geschichte

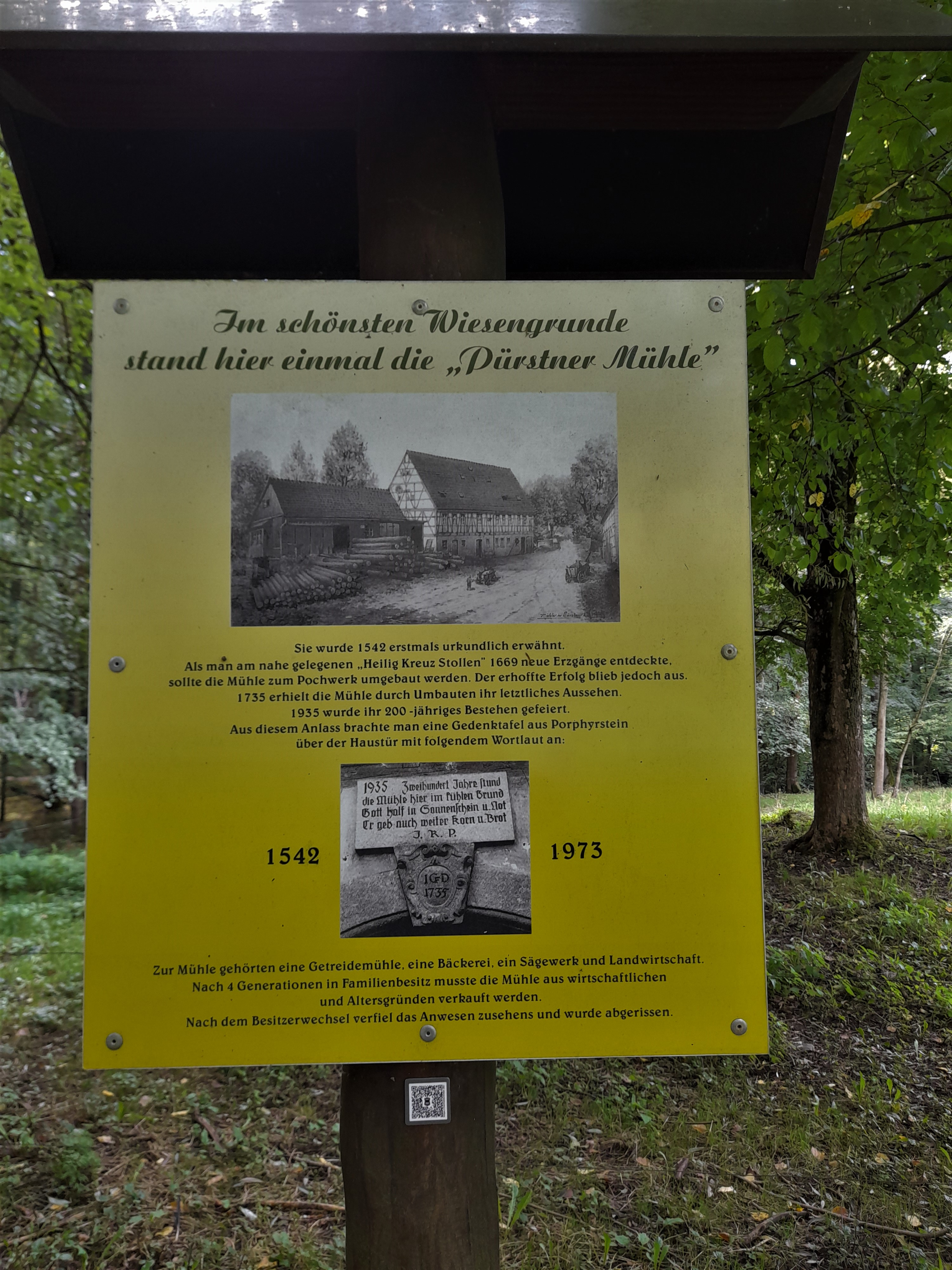
Pürstener Mühle, Infotafel

Das Platzdorf Pürsten wurde im Jahr 1325 als „Bursen“ erwähnt. Bezüglich der Grundherrschaft gehörte der Ort um 1548 anteilig dem Rat zu Rochlitz, dem Rat zu Geithain und der Pfarre zu Seelitz. Um 1764 gehörte Pürsten anteilig dem Rat zu Geithain, der Pfarre zu Seelitz und als Amtsdorf zum Amt Rochlitz. Kirchlich ist Pürsten seit jeher nach Seelitz gepfarrt. Pürsten gehörte bis 1856 zum kursächsischen bzw. königlich-sächsischen Amt Rochlitz. Bei den im 19. Jahrhundert im Königreich Sachsen durchgeführten Verwaltungsreformen wurden die Ämter aufgelöst. Dadurch kam Pürsten im Jahr 1856 unter die Verwaltung des Gerichtsamts Rochlitz und 1875 an die neu gegründete Amtshauptmannschaft Rochlitz. Pürsten wurde am 1. Juli 1950 nach Seelitz eingemeindet.
Durch die zweite Kreisreform in der DDR im Jahr 1952 wurde Pürsten als Ortsteil der Gemeinde Seelitz dem Kreis Rochlitz im Bezirk Chemnitz (1953 in Bezirk Karl-Marx-Stadt umbenannt) angegliedert, der ab 1990 als sächsischer Landkreis Rochlitz fortgeführt wurde und 1994 im neu gebildeten Landkreis Mittweida bzw. 2008 im Landkreis Mittelsachsen aufging.